# Богерт, Тим
Джон Вурхис (Тим) Богерт III (англ. John Voorhis "Tim" Bogert III; род. 27 августа 1941 года, Риджфилд, штат Нью-Джерси, США — 13 января 2021 года, Сими-Валли, штат Калифорния, США) — американский бас-гитарист, бывший участник таких рок-групп, как Vanilla Fudge, Cactus и Beck, Bogert & Appice.

## Ранние годы
В 1963 году Тим окончил Мемориальный институт в родном городе Риджфилд в штате Нью-Джерси.
В 1967 году Богерт основал Vanilla Fudge вместе с органистом Марком Стейном, гитаристом Винсом Мартеллом и барабанщиком Кармайном Апписом после того, как последний заменил Марка Дольфена.
Они записали пять альбомов в 1967—1969 годах, прежде чем распались весной 1970 года.
В 1970 году Богерт сформировал Cactus вместе со своим коллегой Кармайном Апписом. Кроме них, другими основателями были гитарист Джим Маккарти и вокалист Расти Дэй.
Затем он играл с гитаристом Джеффом Беком после того, как вторая группа Джеффа Бека распалась в 1972 году, и в конце концов они стали участниками пауэр-трио Beck, Bogert & Appice в конце 1972 года. Группа гастролировала по Европе, Японии и США 1972 по 1974 год, пока в мае этого же года не распалась.
В конце 1975 года он играл в альбоме всех звёзд Бо Диддли The 20th Anniversary of Rock 'n' Roll.

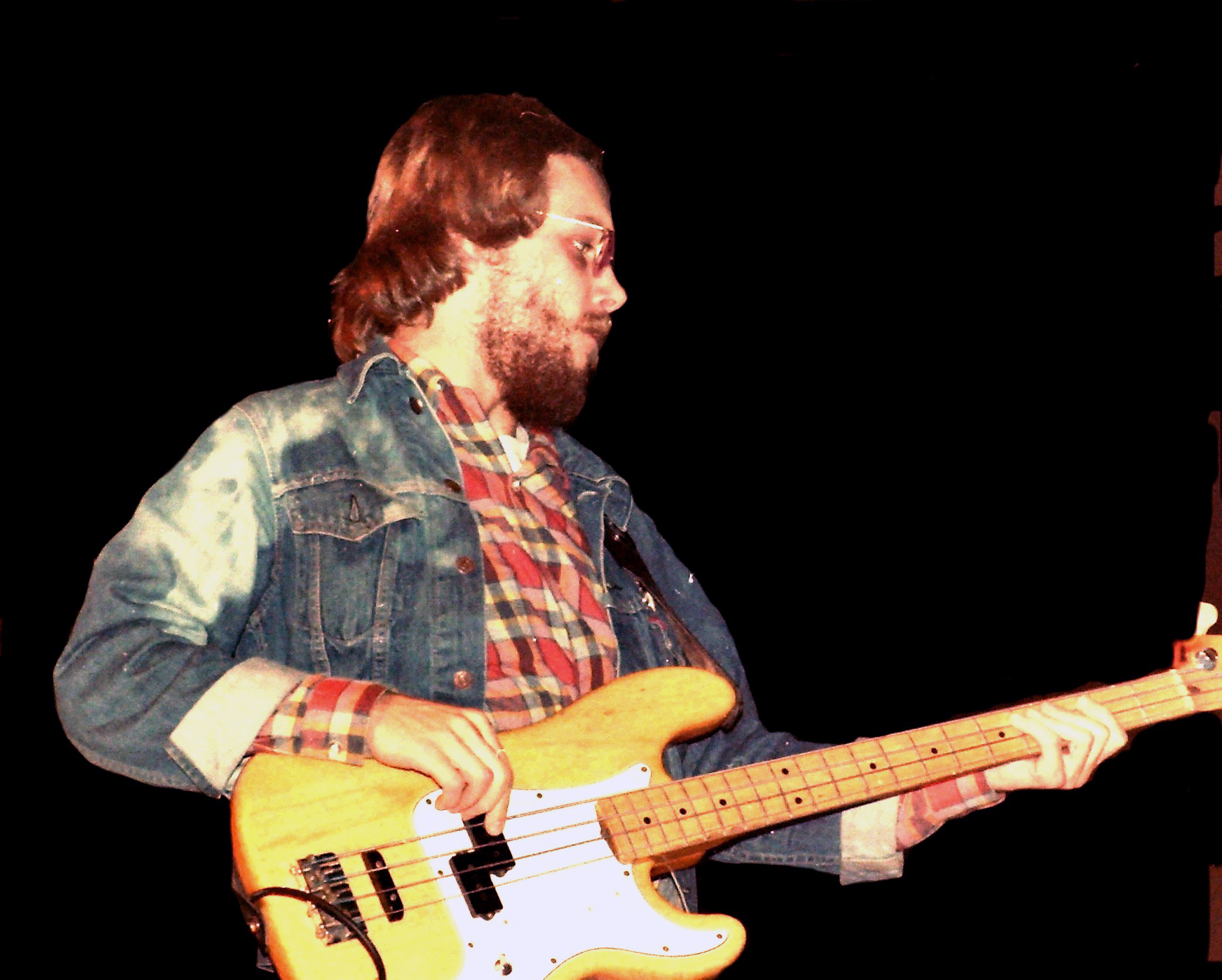
Богерт с бас-гитарой Fender Precision

Затем Богерт присоединился к Bobby and the Midnites, музыкальному сайд -проекту, созданному гитаристом Бобом Вейром из The Grateful Dead.
Несмотря на гастроли с группой, Богерт ушёл до выхода их одноимённого альбома.
Затем он присоединился к британской рок-группе Boxer и сыграл в их последнем альбоме Absolutely в 1977 году. Богерт был соавтором трёх треков в этом альбоме.
Альбом и последующее турне встретили безразличную реакцию, и к 1978 году группа распалась.
В 1981 году Богерт гастролировал с гитаристом Риком Дерринджером и выпустил альбом Progression.
В том же году Богерт стал преподавателем Института музыкантов в Голливуде.
Он записал свой второй альбом Master’s Brew в 1983 году и Mystery с Vanilla Fudge в 1984 году.
В начале 1999 года голливудская «Аллея славы» отметила вклад Богерта в историю рока.
В том же году он объединился с Кармайном Апписом и японским музыкантом Чаром, чтобы совершить поездку по Японии в составе группы CB&A, а в следующем году был выпущен концертный альбом.
В 2000 году Богерт и Кармайн Аппис вместе с Риком Дерринджером сформировали трио DBA и гастролировали с Vanilla Fudge.
В 2009 году Богерт присоединился к блюз-рок-трио Blues Mobile Band и записал Blues Without Borders (2009) в Лос-Анджелесе.
В 2010 году Богерт с Майком Онеско на гитаре и Эмери Сео на барабанах (оба из Blindside Blues Band) записали Big Electric Cream Jam.
Тим Богерт также был участником тогдашнего Лос-Анджелесского проекта The McGrath Project с участием Гэри МакГрата (продюсер, удостоенный премии Грэмми), Чета Маккракена (Doobie Brothers и Америка), Дина Миннерли (Three Dog Night) и Анн-Марита.
Они записали три одноимённых альбома Love is a Four Letter Word и Phoenix, выпущенные на лейбле 4818 Records.
В начале 2014 года Богерт присоединился к хард-рок-группе Hollywood Monsters, где он сыграл в альбоме Big Trouble на трёх треках, который был выпущен в 2014 году на Mausoleum Records.
В альбоме были представлены Стеф Хонде на гитаре, Винни Аппис на барабанах, Дон Эйри на клавишных и Пол Ди’Анно на вокале.
Как певец, Богерт был наиболее известен своими мощными вокальными данными.
Как бас-гитарист — быстрыми движениями, плавной манёвренностью и новаторским звучанием бас-гитары Fender Precision Bass. Его модель имела жёлтую окраску.
Он был одним из пионеров использования дисторшна, чтобы помочь ему прорезать микс с маломощными усилителями своего времени, что также придавало ему очень резкое звучание.

## Смерть
Тим умер от рака в Сими-Валли штата Калифорния 13 января 2021 года. Ему было 79 лет.

## Дискография
С Vanilla Fudge
- 1967 — Vanilla Fudge
- 1968 — The Beat Goes On
- 1968 — Renaissance
- 1969 — Near the Beginning
- 1970 — Rock & Roll
- 1984 — Mystery
- 2002 — The Return / Then and Now
- 2007 — Out Through the in Door

С Cactus
- 1970 — Cactus
- 1971 — One Way…Or Another
- 1971 — Restrictions
- 1972 — ’Ot ’n’ Sweaty
- 2006 — Cactus V

С Beck, Bogert & Appice
- 1973 — Beck, Bogert & Appice
- 1974 — Live in Japan